# Типчак
Овся́ница валли́сская, или Типча́к (лат. Festúca valesiáca) — многолетнее травянистое пастбищно-кормовое растение; одно из распространённых степных растений; вид рода Овсяница (Festuca) семейства Злаки (Poaceae). В СССР считалась одним из лучших пастбищных растений для степей и полупустынь.

## Распространение и экология
Произрастает в умеренном климате Евразии от Центральной Европы на западе до Китая на востоке и от Польши на севере до Пакистана на юге. Как заносное встречается и в других местах.
Растёт в лесостепях, степях и полупустынях.
В России растёт повсеместно по степям и в чернозёмных районах, севернее — на сухих гривах заливных лугов и как заносное. Апофит.
Размножается семенами и вегетативно — делением куста на части. Семена имеют невысокую всхожесть и медленно прорастают.
В природных условиях представлена двумя основными разновидностями — зелёной (var. viridis) и сизой (var. glauca). Зелёная обитает на более увлажнённых местах с более плодородными и не засоленными почвами. Сизая отличается большей засухоустойчивостью, меньшей требовательностью к условиям обитания, чаще встречается на разных типах солонцеватых и солонцовых почв степной зоны.
Злак озимого типа развития. Лишь немногие побеги плодоносят в год их развития. С весны начинает отрастать раньше других злаков на 5—10 дней. В течение жаркого периода лета и недостатка осадков находится в состоянии покоя и совершенно не растёт. С наступлением более холодной погоды и началом дождей появляется много молодых прикорневых листьев, которые могут отрасти до той же высоты, что и весенние. Рост продолжается до заморозков и в зелёном состоянии растение перезимовывает и выходит из под снега весной. Считается одним из самых засухоустойчивых и морозостойких растений.
| Название растений    | Количество побегов на куст | Количество побегов в отаве | Количество побегов в отаве | Количество жизнеспособных побегов уходящих в зиму |
| Название растений    | Количество побегов на куст | новых                      | отросших                   | Количество жизнеспособных побегов уходящих в зиму |
| -------------------- | -------------------------- | -------------------------- | -------------------------- | ------------------------------------------------- |
| Овсяница бороздчатая | 305                        | 43                         | 305                        | 55                                                |
| Житняк широкоолосый  | 54                         | 2                          | 54                         | 21                                                |
| Ковыль Иоанна        | 48                         | 21                         | 48                         | 15                                                |
| Ковыль волосатик     | 97                         | 5                          | 92                         | 16                                                |
| Тонконог стройный    | 24                         | 8                          | 23                         | 7                                                 |
| Люцерна синяя        | 24                         | —                          | —                          | 1                                                 |

## Ботаническое описание
Многолетний сизый от воскового налёта плотнодерновинный злак высотой 10—50 см с большим количеством укороченных вегетативных побегов.
Стебли тонкие, прямостоячие, гладкие или вверху слабошероховатые. Влагалища короткие, серые, узкие и гладкие.
Листья извилистые нитевидные 0,3—0,6(0,8) мм в диаметре, заметно короче стебля, щетиновидные, в сечении бисквито-образные (с двумя более-менее глубокими бороздками по сторонам сложенного листа), сильно шероховатые; язычок очень короткий.
Соцветие — метёлка 2—5(8) см длиной, сжатая, во время цветения раскидистая с короткими веточками. Нижняя цветковая чешуя 2,8—4,7 мм длиной. В европейской части России цветёт в мае—июне.
Колоски длиной 6—8 мм с прямой остью (ость около трети длины чешуи). Семена продолговатой формы, длиной 8—12 мм, соломенно-жёлтого цвета; средний вес 1 000 семян 0,27 г. В европейской части России плодоносит в июне—июле.

## Кормовое значение
Поедается всеми видами домашних животных. Лучше всего овцами и лошадьми, несколько хуже крупным рогатым скотом и верблюдами. Наилучшая поедаемость весною до цветения, летом снижается, хотя утром по росе или после дождя поедается вполне удовлетворительно. Осенью молодые листья отавы служат отличным и излюбленным кормом. Сено типчака скошенное не позже цветения — считается первоклассным сеном для овец, хорошо поедается лошадьми, менее охотно крупно рогатым скотом. Высокое содержание протеина в листве делает его подходящим для кормления молодняка. Взрослые животные показывают хороший прирост веса и нажировываются. 
Хорошо поедается кроликами весной, летом и осенью удовлетворительно. Главным образом поедаются листья и до плодоношения верхние части растения.
В довоенное время в Казахстане цена на сено из типчака была на 15—20 % выше, чем первосортное сено из волоснеца кистистого (Leymus racemosus). 
Типичное и одно из лучших растений для пастбищ. Отлично выносит вытаптывание и сильное стравливание скотом. Легко отрастает развивая хорошую отаву. Относится к среднеотавным растениям. Её отавность выше чем  у ковыля Лессинга (Stipa lessingiana), ковыля Иоанна (Stipa pennata), житняка гребневидного (Agropyron cristatum), но меньше, чем у ковыля-волосатика (Stipa capillata), мятлики узколистного, костра прямого, полыни австрийской (Artemisia austriaca), полыни полевой (Artemisia campestris). При стравливании на целинных и старозалежных степая типчак вытесняет ковыли. Растёт плотно-кочковатыми дерновиной со сосредоточенной возле корней листвой, что мало пригодно для сенокошения. На природных и искусственных пастбищах может сохраняться до 10 и более лет.  

## Классификация

### Таксономия
Вид Овсяница валлисская входит в род Овсяница (Festuca) семейства Злаки (Poaceae) порядка Злакоцветные (Poales).
|  |                                      |  |                                                             |                                                             |                 |  | ещё 17 семейств (согласно Системе APG II) | ещё 17 семейств (согласно Системе APG II) |                         |  |  |  | ещё около 300 видов |
|  |                                      |  |                                                             |                                                             |                 |  | ещё 17 семейств (согласно Системе APG II) | ещё 17 семейств (согласно Системе APG II) |                         |  |  |  | ещё около 300 видов |
|  |                                      |  |                                                             | порядок Злакоцветные                                        |                 |  |                                           |                                           | род Овсяница            |  |  |  |                     |
|  |                                      |  |                                                             | порядок Злакоцветные                                        |                 |  |                                           |                                           | род Овсяница            |  |  |  |                     |
|  | отдел Цветковые, или Покрытосеменные |  |                                                             |                                                             | семейство Злаки |  |                                           |                                           | вид Овсяница валлисская |  |  |  |                     |
|  | отдел Цветковые, или Покрытосеменные |  |                                                             |                                                             | семейство Злаки |  |                                           |                                           |                         |  |  |  |                     |
|  |                                      |  | ещё 44 порядка цветковых растений (согласно Системе APG II) | ещё 44 порядка цветковых растений (согласно Системе APG II) |                 |  |                                           | ещё около 600 родов                       | ещё около 600 родов     |  |  |  |                     |
|  |                                      |  |                                                             | ещё 44 порядка цветковых растений (согласно Системе APG II) |                 |  |                                           |                                           | ещё около 600 родов     |  |  |  |                     |

### Подвиды
Типчак — весьма полиморфный вид, представленный многочисленными мелкими расами, подвидами, разновидностями и формами.
В рамках вида выделяют следующие подвиды:
- Festuca valesiaca subsp. brunnéscens (Tzvel.) E.Alexeev — Овсяница бурова́тая
- Festuca valesiaca subsp. hypsóphila (St.-Yves.) Tzvel. — Овсяница ги́псолюбивая
- Festuca valesiaca subsp. pseudovína Hack. ex Wiesb. — Овсяница ложноове́чья
- Festuca valesiaca subsp. saxátillis (Schur) E.Alexeev — Овсяница ска́льная
- Festuca valesiaca subsp. sulcáta (Hack.) Schinz et R.Keller — Овсяница боро́здчатая[18]
- Festuca valesiaca subsp. valesiáca Gaudin — Овсяница валлисская, Типчак